# کارمه پیژم

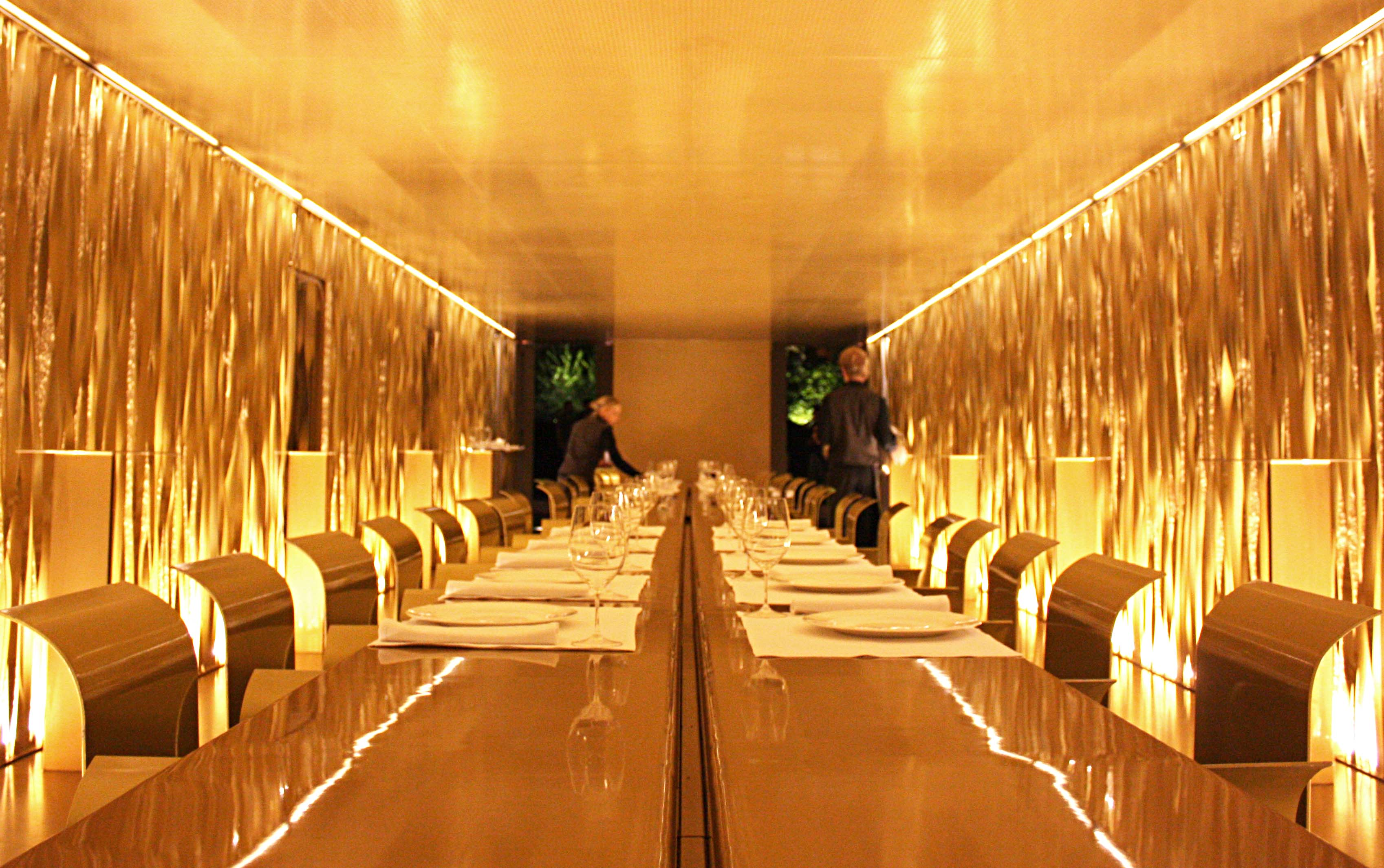
رستوران "Les Cols".

کارمه پیژم بارسلو (الت، ۸ آوریل ۱۹۶۲) معمار اهل اسپانیا است، که یکی از اعضای شرکت معماری برندهٔ جایزهٔ پریتزکر، معماران آرسی‌آر همراه با رامون ویلاآلتا و رافائل آراندا است.

## زندگی‌نامه
او بین سالهای ۱۹۷۷ و ۱۹۷۹، در دانشکده هنرهای زیبای اولوت تحصیل کرد و در سال ۱۹۸۷ فارغ‌التحصیل رشته معماری در ETSA Vallés شد. در سال ۱۹۸۷ او شرکت RCR Arquitectes را به همراه رامون ویلالتا و رافائل آراندا تأسیس کرد.
او بین سالهای ۱۹۹۲ تا ۱۹۹۹ به عنوان استاد پروژه‌های معماری در ETSA Vallés مشغول به کار بود و از ۱۹۹۵ تا ۲۰۰۴ عضو هیئت ژوری امتحانات نهایی بود. از سال ۱۹۹۷ تا ۲۰۰۳ استاد دانشگاه پروژه‌های معماری ETSAB و عضو هیئت ژوری امتحانات نهایی در سال ۲۰۰۳ بود. از سال ۲۰۰۵ به عنوان استاد مدعو در گروه معماری مؤسسه فناوری زوریخ (ETHZ) سوئیس بوده‌است.
او به همراه رامون ویلالتا و رافائل آراندا جایزه پریتزکر ۲۰۱۷ را دریافت کردند.